# Disfida di Barletta
La Disfida di Barletta fu uno scontro originatosi all'interno della Cantina della Sfida, intorno al febbraio del 1503. L'evento vide contrapporsi 13 cavalieri italiani contro 13 francesi: il confronto finì con la vittoria degli italiani, che  trionfanti fecero ritorno a Barletta, con al seguito i francesi.
Numerosi sono i monumenti che ricordano l'evento, sia nel centro storico di Barletta, sia nella contrada dove si consumò lo scontro, in territorio di Trani, all'epoca dei fatti territorio neutrale, sotto giurisdizione della Repubblica di Venezia.

## Contesto storico
L'11 novembre 1500, Luigi XII di Francia e Ferdinando II di Aragona firmarono il trattato di Granada, col quale si accordarono sulla spartizione in parti uguali del Regno di Napoli, all'epoca governato da Federico I di Napoli. L'anno successivo, le truppe francesi e quelle spagnole penetrarono in territorio napoletano rispettivamente da nord e da sud. Federico I fu presto costretto alla resa e il suo regno fu diviso fra Francia e Aragona.
Immediatamente, nacquero i primi disaccordi fra le forze occupanti sull'interpretazione del trattato, che lasciava indefinita l'effettiva attribuzione della terra di mezzo fra i possedimenti dei due regni. Nell'estate del 1502, si aprirono le ostilità fra i due eserciti, comandati rispettivamente da Louis d'Armagnac e da Consalvo di Cordova. Gli spagnoli, in inferiorità numerica rispetto ai francesi, acquisirono il supporto dei Colonna (precedentemente al servizio di Federico I). La tensione progressiva si suggellò in alcune battaglie che videro tra gli altri protagonista il condottiero italiano Ettore Fieramosca.
Alle volte, anziché a scontri in campo aperto, si ricorreva a sfide in ambito cavalleresco, spesso tenute nell'area di Barletta. Una di esse fu quella del settembre 1503, svoltasi fuori dalle mura di Trani, nella quale si affrontarono tredici cavalieri spagnoli e altrettanti cavalieri francesi, ottenendo solo un nulla di fatto.
Durante le prime fasi della guerra, i francesi avanzarono nettamente in direzione sud e occuparono larga parte del territorio spagnolo, riducendolo a poche roccaforti in Puglia e Calabria. Gli spagnoli stabilirono così a Barletta (all'epoca importante centro commerciale adriatico) il loro quartier generale, dal quale amministravano i sempre più ristretti possedimenti del Regno di Napoli.

## Svolgimento

### Causa e preparazione dello scontro
(Belisario Galimberto da Barletta)

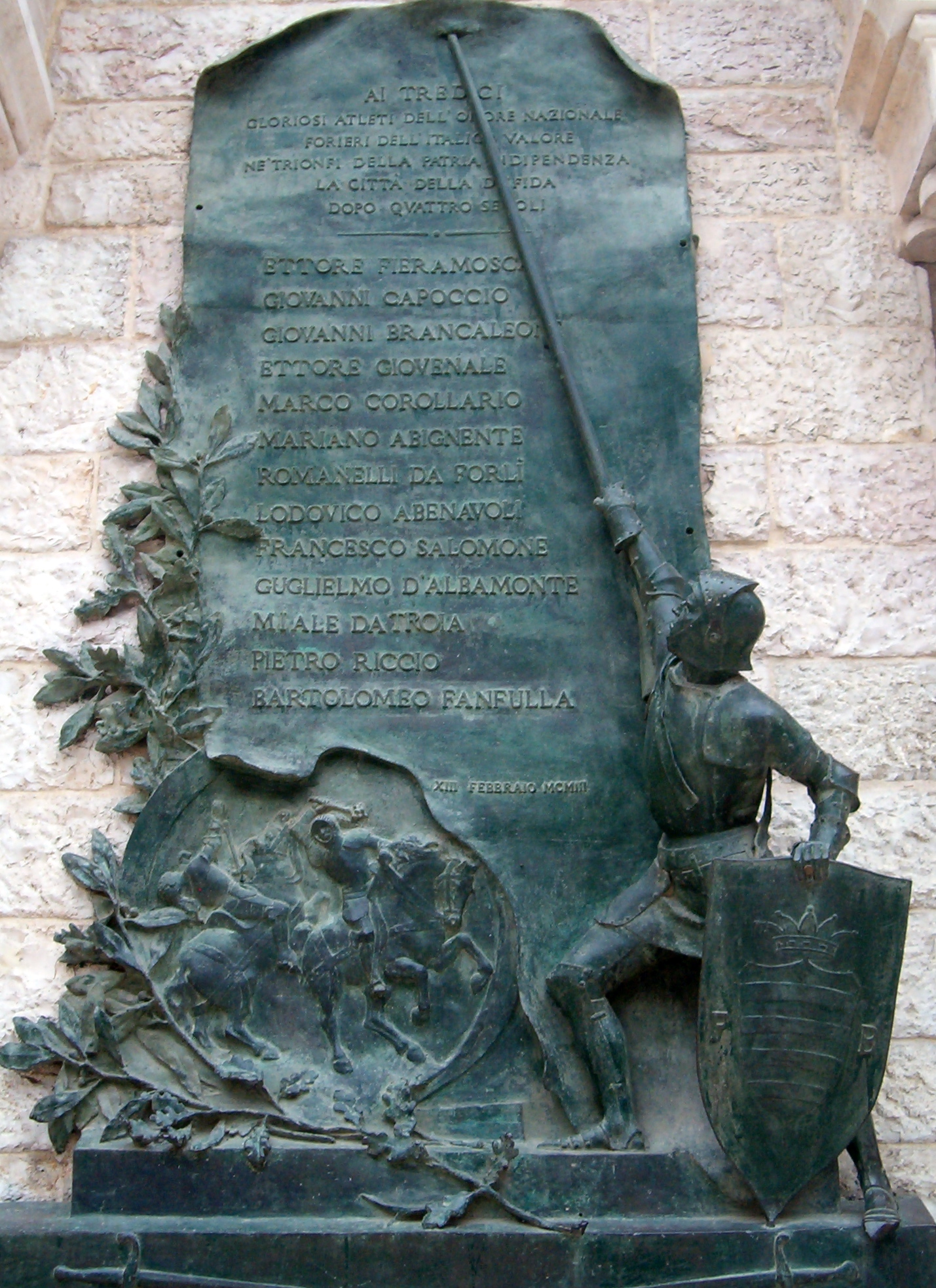
Particolare del Monumento alla Disfida a Barletta

I francesi si erano spinti fino a Canosa di Puglia, dove vennero impegnati in una breve scaramuccia dagli spagnoli. Alla fine dello scontro, le truppe di Diego de Mendoza catturarono e tradussero a Barletta vari soldati francesi, fra cui il nobile Charles de Torgues, soprannominato Monsieur Guy de la Motte.
Il 15 gennaio 1503, i prigionieri furono invitati a un banchetto indetto da Consalvo da Cordova in una cantina locale (oggi chiamata Cantina della Sfida. Nonostante la tradizione legata all'antica cantina, oggi resa un museo, è da notare che con buona probabilità la locanda dove si svolse la disputa non fu la stessa resa celebre negli anni fino all'attualità. La vera cantina si doveva trovare sempre nel centro storico, sebbene non si conosca con esattezza la posizione specifica. Solo successivamente, si è stabilito un luogo a cui legare il simbolismo e la tradizione, associabile oggi al museo.) 
Durante il banchetto, la Motte contestò il valore dei combattenti italiani, accusandoli di codardia. Lo spagnolo Íñigo López de Ayala difese invece con forza gli italiani, affermando che i soldati che ebbe sotto il suo comando potevano essere comparati ai francesi quanto a valore.
Si decise così di risolvere la disputa con uno scontro: la Motte chiese che si sfidassero tredici (in origine dieci) cavalieri per parte il 13 febbraio nella piana tra Andria e Corato. Lo scontro venne programmato nei minimi dettagli: cavalli e armi degli sconfitti sarebbero stati concessi ai vincitori come premio, il riscatto di ogni sconfitto fu posto a cento ducati e furono nominati quattro giudici e due ostaggi per parte.
Prospero Colonna e Fabrizio Colonna si occuparono di costruire la "squadra" italiana, contattando i più forti combattenti del tempo. Capitano dei tredici cavalieri italiani sarebbe stato Ettore Fieramosca, che si occupò dello scambio di missive con la controparte francese, Guy la Motte.
I cavalieri italiani e spagnoli pernottarono a Barletta, nella cui Cattedrale Fieramosca e gli altri seguirono la messa d'augurio il giorno dello scontro, e fecero giuramento di vittoria o di morte ai piedi dell'icona della Madonna dell'Assunta ove su di esso incisero una frase. I francesi invece rimasero a Ruvo di Puglia, dove erano attestati con le truppe, partecipando alla messa nella Chiesa di San Rocco.

### Partecipanti
Di seguito, i tredici partecipanti, i quattro giudici e i due ostaggi che presero parte alla disfida.
| Italiani | Cavalieri                                      | Cavalieri              | Francesi |
| Italiani | Ettore Fieramosca                              | Charles de Torgues     | Francesi |
| Italiani | Francesco Salamone                             | Marc de Frigne         | Francesi |
| Italiani | Marco Corollario                               | Girout de Forses       | Francesi |
| Italiani | Riccio da Parma                                | Claude Grajan d'Aste   | Francesi |
| Italiani | Guglielmo Albimonte                            | Martellin de Lambris   | Francesi |
| Italiani | Mariano Marcio Abignente                       | Pierre de Liaye        | Francesi |
| Italiani | Giovanni Capoccio da Spinazzola                | Jacques de la Fontaine | Francesi |
| Italiani | Giovanni Brancaleone                           | Eliot de Baraut        | Francesi |
| Italiani | Ludovico Abenavoli                             | Jean de Landes         | Francesi |
| Italiani | Ettore Giovenale                               | Sacet de Sacet         | Francesi |
| Italiani | Fanfulla da Lodi                               | François de Pise       | Francesi |
| Italiani | Romanello da Forlì                             | Jacques de Guignes     | Francesi |
| Italiani | Ettore de' Pazzis (detto anche Miale da Troia) | Naute de la Fraise     | Francesi |
| Italiani | Giudici di Campo                               |                        | Francesi |
| Italiani | Francesco Zurolo (o Zurlo)                     | Lionnet Du Breuil      | Francesi |
| Italiani | Diego Vela                                     | Monsieur de Murtibrach | Francesi |
| Italiani | Francesco Spinola                              | Monsieur de Bruet      | Francesi |
| Italiani | Alonzo Lopez                                   | Etum Sutte             | Francesi |
| Italiani | Ostaggi                                        |                        | Francesi |
| Italiani | Angelo Galeotta                                | Monsieur de Musnai     | Francesi |
| Italiani | Albernuccio Valga                              | Monsieur de Dumoble    | Francesi |

### Scontro

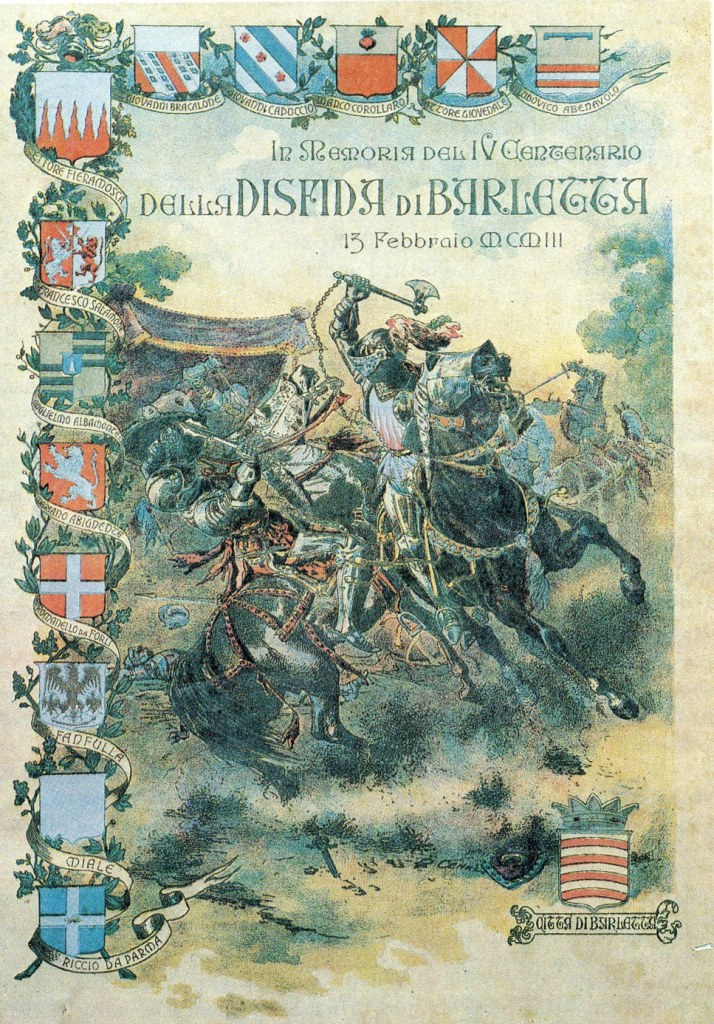
Manifesto commemorativo del IV centenario della disfida di Barletta

Lo scontro avvenne in un'area recintata dai giudici delle due parti. Gli italiani furono i primi a giungere sul posto, seguiti di lì a poco dai francesi, che ebbero il diritto di entrare per primi nel campo. Le due formazioni di cavalieri si disposero su due file ordinate, contrapposte l'una all'altra, per poi caricarsi vicendevolmente lancia in resta.
Jean d'Auton, tuttavia, afferma che gli italiani si avvalsero di uno stratagemma: anziché caricare, arretrarono fino ai limiti del campo di battaglia e aprirono dei varchi nelle proprie file per far fuoriuscire dall'area alcuni cavalieri francesi, riuscendo con alcuni di loro nel tentativo. Il vescovo Paolo Giovio riporta che i cavalieri italiani rimasero fermi sulle loro posizioni con le lance abbassate, in attesa della carica francese.
Il primo scontro non causò gravi danni alle parti, ma mentre gli italiani mantennero sostanzialmente salda la posizione, i francesi sembrarono leggermente disorganizzati. Due italiani finirono disarcionati, ma - una volta rialzatisi - uccisero i cavalli dei francesi, costringendoli a piedi.
Lo scontro continuò con spade e scuri, finché tutti i francesi vennero catturati o feriti uno dopo l'altro dagli italiani, che conseguirono una netta vittoria. Jean d'Auton riporta di tale Pierre de Chals, della Savoia, unico combattente francese a rimanere in piedi fino all'ultimo: de Chals, tuttavia, non viene citato da nessun'altra fonte. Giovio afferma che un combattente francese, tale "Claudio" (presumibilmente riferendosi a D'Aste), morì per una grave ferita alla testa.
Sicuri della vittoria, i francesi non avevano portato con sé i soldi del riscatto e furono così condotti in custodia a Barletta, dove fu Consalvo in persona a pagare di tasca propria il dovuto per poterli rimettere in libertà. La vittoria degli italiani fu salutata con lunghi festeggiamenti dalla popolazione di Barletta e con una messa di ringraziamento alla Madonna, tenutasi nella Cattedrale di Barletta.

## Dibattito storico

### Eredità e valutazioni postume sull'evento
La portata della disfida fu largamente maggiore ai suoi reali effetti. La vittoria fu celebrata per tutta l'Italia, un simile risultato stemperò i duri giudizi che i francesi riservavano ai cavalieri italiani e per secoli se ne usò il nome per omaggiare le virtù militari degli italiani. Tuttavia, l'attaccamento dimostrato a un evento del tutto secondario nello scenario delle guerre d'Italia del XVI secolo vale a sottolineare il complesso d'inferiorità sofferto dagli italiani innanzi alle invasioni straniere, malgrado le deficienze dipendessero maggiormente dalla scarsa organizzazione che dal valore dei soldati.
Il Procacci nel suo libro "La disfida di Barletta: tra storia e romanzo" riporta che lo storico Nunzio Federigo Faraglia commentò che "gli italiani si tenevano paghi e vendicati dal prospero evento di una giornata, mentre due re stranieri si contendevano la signoria d'Italia, né i tredici cavalieri militavano per la patria, anzi col loro valore affrettarono la conquista [spagnola] del Regno e la dura servitù di due secoli". Il poeta Giovanni Battista Lalli ironizzò nella "Franceide" sul vero motivo della disfida, indicandolo nella contesa sulla paternità della sifilide - detta appunto "mal francese" dagli italiani e "mal di Napoli" dai francesi.
Nel XX secolo, il fascismo declinò l'evento in chiave patriottica e in quest'ottica la disfida raggiunse il massimo della sua fama. Mussolini usò l'evento facendo leva sul sentimentalismo nazionale e la riscossa contro lo straniero, ignorando però che tale sentimento era sconosciuto nell'Italia del XVI secolo e soprattutto che i 13 cavalieri italiani combatterono sotto i colori spagnoli. Da ricordare, a tal proposito, il film Ettore Fieramosca di Alessandro Blasetti, opera di chiaro stampo nazionalistico che ha ben poco di storico. È indicativa, per esempio, la risposta di Ettore Fieramosca, quando Prospero Colonna chiede al capitano degli italiani di spiegare a Consalvo di Cordoba perché gli italiani si mostrassero in campo senza piume sugli elmi e bandati di nero: "In segno di lutto per i nostri compagni caduti e del nostro popolo diviso".

### Controversia su Grajan d'Aste
La figura del cavaliere francese Claude Grajan d'Aste è al centro di un lungo dibattito storico, riguardante numerosi aspetti: dalla sua reale identità al comportamento in battaglia, alla sua sorte.
Sebbene varie fonti attribuiscano nazionalità francese al cavaliere, Grajan d'Aste è spesso riportato da fonti italiane come Graiano d'Asti (all'epoca dei fatti la Contea di Asti apparteneva a Luigi d'Orleans futuro re di Francia col nome di Luigi XII per via dell'eredità viscontea), ossia come un cavaliere astigiano che scelse di combattere per parte francese. Il primo a esprimere tale tesi è Giovio, secondo cui Graiano era "nato in Aste colonia d'Italia" e "poco onoratamente, se non a torto, aveva preso l'armi per la gloria d'una nazione straniera contra l'onor di patria". Nemmeno sulla sorte del cavaliere dopo la disfida ci sono certezze: sebbene si concordi che d'Aste venne gravemente ferito, Summonte riporta che questi scelse di arrendersi agli italiani, mentre Giovio afferma che "meritatamente morisse" in seguito a gravi ferite alla testa.
La tesi del "traditore" fu recepita soprattutto nelle rappresentazioni letterarie e cinematografiche italiane. Per esempio, Massimo d'Azeglio nel suo romanzo Ettore Fieramosca o la disfida di Barletta descrive Grajan d'Aste (chiamato "Grajano d'Asti") come "di que' tali che ne vanno dieci per uscio, né bello né brutto, né buono né cattivo; assai buon soldato bensì, ma che avrebbe servito il Turco se meglio lo avesse pagato", per poi sceneggiare un acceso scambio di battute fra lui e Fieramosca, il quale, notato il suo nome nella lista di cavalieri francesi, arriva a definirlo senza mezzi termini "traditore". Il cavaliere verrà poi affrontato in duello da Giovanni Brancaleone, che lo ucciderà con un profondo colpo alla testa.
Nella già citata pellicola di Blasetti, nel rispondere all'esultanza di un cavaliere spagnolo per il disarcionamento dei primi due francesi, tra cui Graiano d'Asti, Prospero Colonna commenta che questi "era già condannato prima di combattere e così sia di tutti i traditori".

### Contesa sul nome

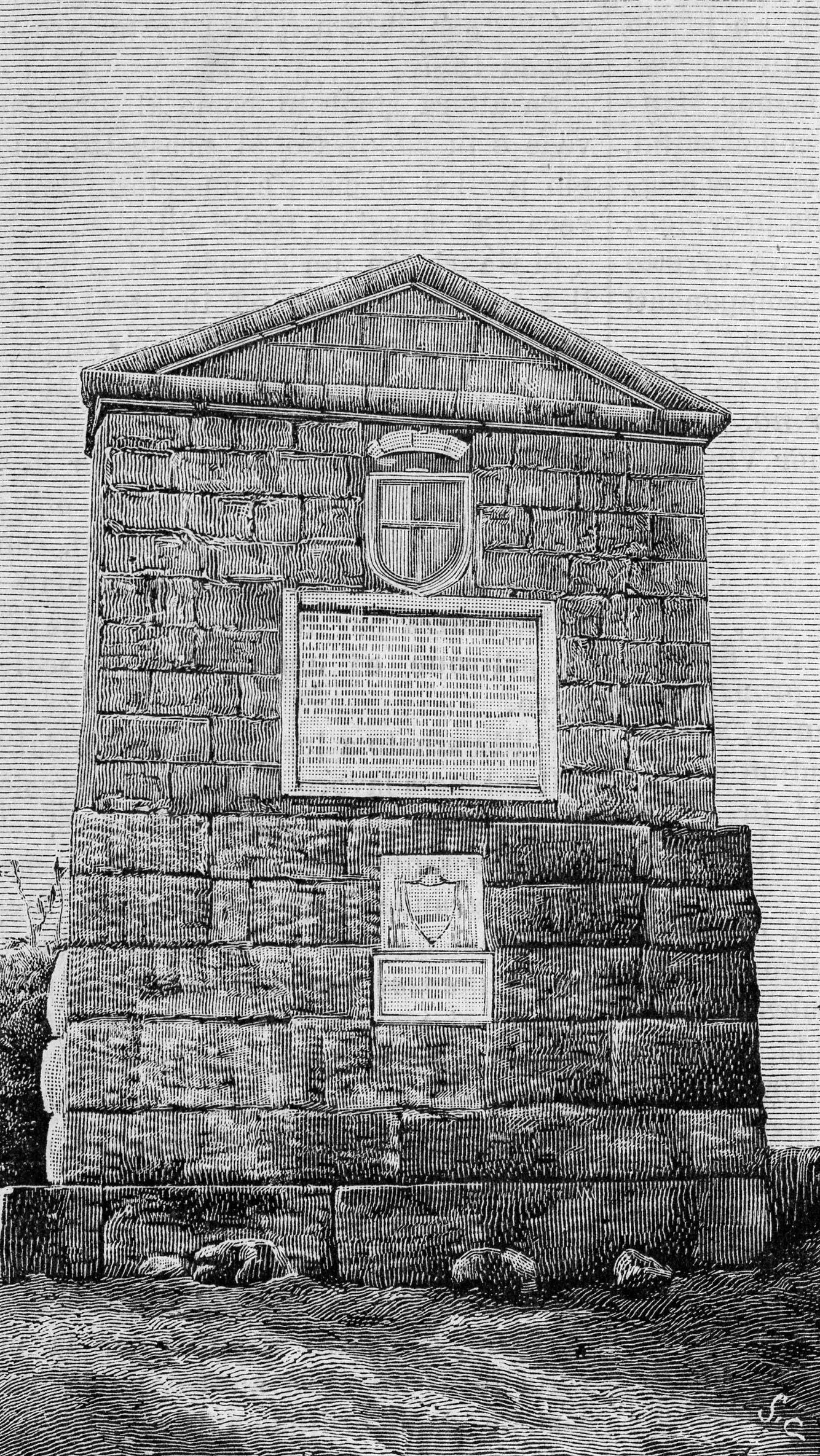
Litografia dell'Epitaffio della disfida. Il monumento si trova nell'attuale territorio comunale di Trani.

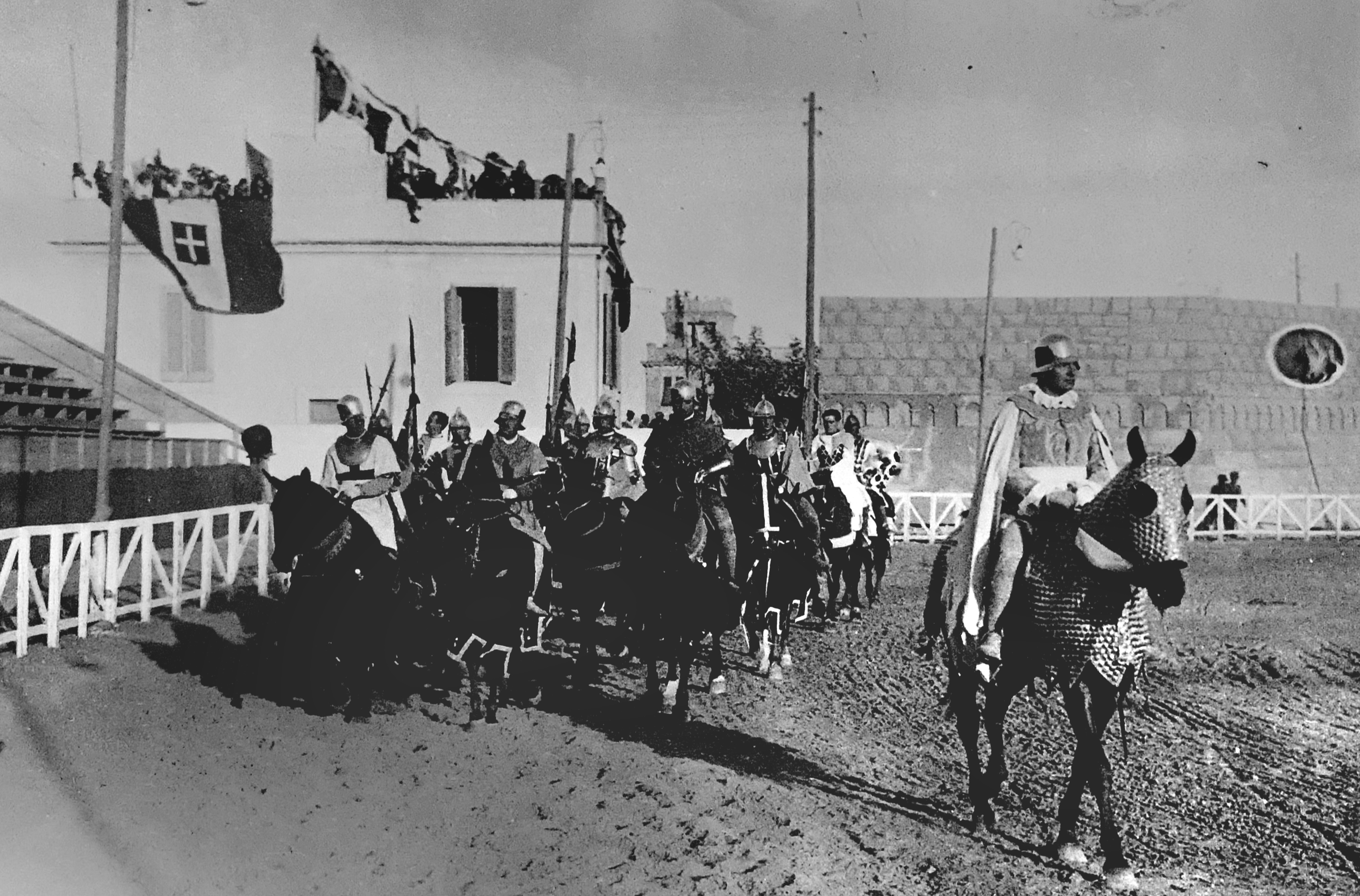
Rievocazione della Disfida tenutasi a Bari nell'agosto del 1931

Verso i primi anni trenta, vi fu una dura polemica sul luogo in cui erigere un nuovo monumento in ricordo della disfida, che si trasformò in una lotta sul nome stesso della disfida.
Nell'ottobre 1931, l'avvocato di Trani Assunto Gioia pubblicò un opuscolo nel quale riteneva che la disfida avrebbe dovuto prendere il nome da Trani e non da Barletta, essendo stata combattuta in territorio tranese. Il 28 ottobre, il sottosegretario Sergio Panunzio pubblicò un articolo su La Gazzetta del Mezzogiorno, nel quale manifestò ampio sostegno alla tesi di Gioia. Fra il 2 e il 3 novembre, risposero Salvatore Santeramo su Il Popolo di Roma e Arturo Boccassini, la cui lettera fu rifiutata dalla Gazzetta del Mezzogiorno per motivi politici e che fu pubblicata sotto forma di opuscolo.
Nella contesa si inserì anche Bari, dove il 3 novembre venne fondato un Comitato per far sì che il capoluogo pugliese diventasse sede del nuovo monumento alla disfida. Nel Comitato, figuravano vari alti esponenti del Partito Nazionale Fascista come l'allora Capo della Milizia Volontaria per la Sicurezza Nazionale Attilio Teruzzi, il Ministro dei lavori pubblici Araldo di Crollalanza e il vicesegretario del PNF Achille Starace.
La notizia della costituzione del comitato barese generò forti contestazioni a Barletta: un gruppo di manifestanti entrò nel comune e prelevò a forza il bozzetto in gesso del monumento, portandolo in mezzo alla piazza e depositandolo su un improvvisato piedistallo. La questione sembrò rientrare, ma il 7 novembre Boccassini venne destituito dalla sua carica di segretario politico del locale PNF. La decisione provocò nuove manifestazioni, che degenerarono in primi scontri con le forze dell'ordine. Il 10 novembre, quando arrivò il nuovo Commissario prefettizio, la popolazione proruppe in un lancio di sassi contro i Carabinieri, che a loro volta risposero sparando sulla folla, uccidendo due persone.
Allo stesso tempo, stando ad alcune fonti, la Disfida dovrebbe prendere il nome di "Disfida di Andria": lì i Cavalieri sono andati a messa, nel territorio tra Andria e Corato si è svolta la sfida. La città di Barletta, spinta probabilmente da mero campanilismo, ha voluto attribuirsi la paternità della Disfida.
Barletta afferma oggi all'articolo 5 del suo Statuto comunale che "Il Comune di Barletta assume il titolo di Città della Disfida a ricordo della storica Sfida del 13 febbraio 1503".
Il monumento dell'epitaffio della disfida, eretto sul luogo dell'evento storico, è situato nel territorio del comune di Trani.

## Opere basate sull'evento storico

Francobollo emesso nel 2003 in occasione del V centenario della disfida

La prima fonte letteraria della disfida fu un'epistola in latino (diretta all'accademico pontaniano Crisostomo Colonna) De pugna tredecim equitum, scritta dall'umanista e medico salentino Antonio De Ferrariis detto "Galateo" mentre era a Bari (1503) come medico di Isabella d'Aragona (vedova di Gian Galeazzo Sforza) e precettore di sua figlia Bona Sforza (futura regina di Polonia).
La vicenda diede spunto per il romanzo storico Ettore Fieramosca o la disfida di Barletta scritto da Massimo d'Azeglio nel 1833. Dal romanzo furono successivamente tratti tre film:
- Ettore Fieramosca di Ernesto Maria Pasquali (1909);
- Ettore Fieramosca di Domenico Gaido e Umberto Paradisi (1915);
- Ettore Fieramosca di Alessandro Blasetti (1938).

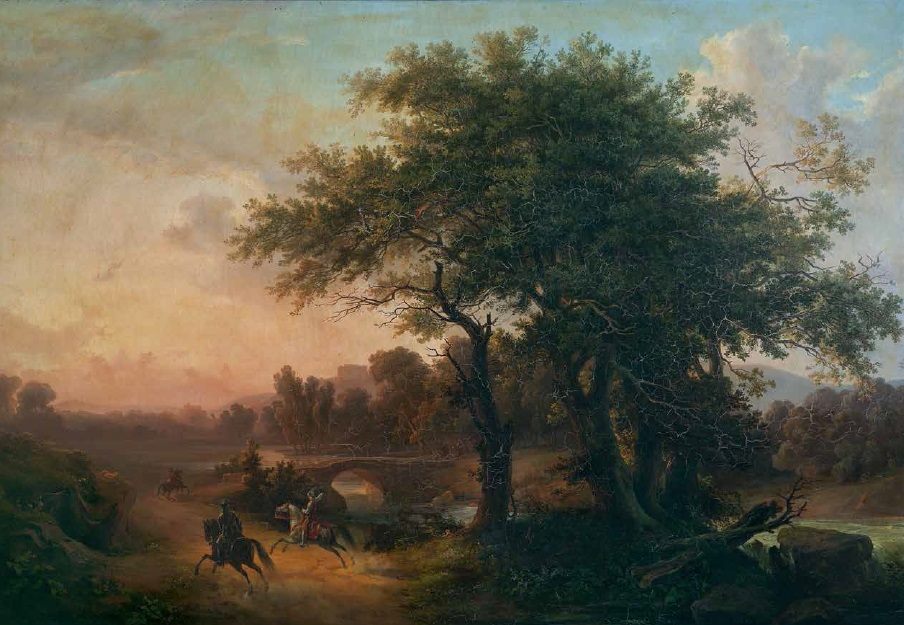
Ettore Fieramosca con Brancaleone porta la disfida al campo dei Francesi. Olio su tela di Salvatore Fergola (1799-1874), alto palmi 5½ largo 8 (145 x 211 cm), firmato e datato nell’angolo in basso a sinistra S. Fergola 1850 (Collezione privata)

Un altro film liberamente ispirato alla vicenda (ma non al romanzo di D'Azeglio) è la commedia Il soldato di ventura (1976) di Pasquale Festa Campanile, con Bud Spencer nel ruolo di Fieramosca.
La storia fu trattata in chiave parodistica nel racconto a fumetti La disfida di Paperetta, pubblicata sui numeri 1403 e 1404 di Topolino (1982).
Pino Casarini dipinse La disfida di Barletta nel 1939 circa.
Salvatore Fergola dipinse, nel 1850, Ettore Fieramosca con Brancaleone porta la disfida al campo Francese, esposto in mostra nel R. Museo Borbonico il 1º ottobre 1851.